# Дельта Южной Рыбы
Дельта Южной Рыбы (Delta PsA, δ Piscis Austrini, δ PsA, 23 Южной Рыбы) — третья по яркости звезда в созвездии Южной Рыбы (при этом тусклее Эпсилона всего на 0,02 звёздной величины, поэтому их блеск визуально кажется одинаковым); скорее всего является двойной звездой (спутник расположен на угловом расстоянии 5,2 угловых секунд). Имеет видимую звёздную величину +4,20 и видна невооружённым глазом даже на городском небе (в зените). Находится на расстоянии 170 световых лет от Солнца. Главный компонент системы Дельта Южной Рыбы A — жёлтый гигант спектрального класса G8III, а Дельта Южной Рыбы B — жёлтый субгигант спектрального класса G8IV. Видимая звёздная величина Дельты Южной Рыбы A — +4,175, а Дельта Южной Рыбы B имеет величину +9,86.
Китайское имя этой звезды — 天綱 (Tiān Gāng). С Бетой и Дзетой она образует китайский астеризм Tien Kang («небесный канат»). В настоящее время дельта Южной Рыбы приближается к Солнцу со скоростью примерно 11,6 км/с.